# Étang de Paintourteau
L'étang de Paintourteau, propriété privée, est une étendue d'eau d’Ille-et-Vilaine situé à l'est de Vitré, dans la commune d'Erbrée.

## Topographie
L'étang est un vaste plan d'eau douce de 70 hectares (0,8 kilomètre de long, 0,6 kilomètre de large).

## Hydrographie
L'étang est le réceptacle du ruisseau de l'Andronnière et ses eaux se jettent ensuite, grâce à un court émissaire, dans la Valière, dont c'est un affluent de rive droite.

## Faune et flore de l'étang
L'étang recèle de nombreuses espèces et figure à l'inventaire des ZNIEFF depuis 1946.
L'étang accueille des espèces communes, mais est surtout intéressant pour les oiseaux d'eaux qu'on peut notamment observer en hiver : canards colverts, canards siffleurs, canards souchets, fuligules milouins, fuligules morillons, grèbes huppés, grands cormorans, mouettes rieuses, sarcelles d'hiver et foulques macroules.
C'est un des sites les plus riches pour les oiseaux hivernants d'Ille-et-Vilaine. Il accueillait ainsi plus de 420 individus, pour 19 espèces différentes au comptage Wetlands International de 2010.

## Qualité de l'eau de l'étang
Conformément à la directive-cadre sur l'eau, l'étang doit atteindre le bon état écologique de l'eau. Les évaluations effectuées montrent l'état écologique suivant :
| état écologique de la masse d'eau | 2010    | 2011    |
| --------------------------------- | ------- | ------- |
| état écologique                   | Mauvais | Mauvais |

## L'organisation administrative
L'étang se situe entièrement sur la commune d'Erbrée.